# Långagärde
Långagärde är en by på Sydkoster i Strömstads kommun. Byn ligger vid Kostersundet och har en brygga som trafikeras med en färja. 1995 avgränsade SCB här i delar av byn en småort som hade beteckningen Syd-Koster. Denna hade upplöst till nästa avgränsning år 2000, men klassades ¨åter som småort 2023.